# 法拉卡堰
法拉卡堰（Farakka Barrage），是橫跨恆河的一座攔河堰，位於印度西孟加拉邦，距離孟加拉國諾瓦布甘傑縣邊界約16.5（10.3英里）。建造於1961年，完工於1975年，總經費15.65亿卢比 (2,430.29万美元)。1975年4月21日開始營運。堰長2,240（7,350英尺）。由此堰通往胡格利河的支線運河長約25英里（40）。